# Lyman Bradford Smith
Lyman Bradford Smith, född 11 september 1904 i Winchester, död 4 maj 1997 i Manhattan, Kansas, var en amerikansk botaniker.
Under större delen av sitt liv arbetade Bradford Smith med taxonomin för blommande växter, främst ananasväxter, i Sydamerika. Han skrev också om ananasväxter i the North American Flora, publicerad av den amerikanske botanikern Nathaniel Lord Britton. Smith var en världsauktoritet inom ananasväxter, men arbetade även med ett flertal andra växtfamiljer, som Velloziaceae. Han var kurator vid Smithsonian Institutions botaniska avdelning från 1947 fram till pensioneringen 1974, men fortsatte därefter att arbeta som kurator emeritus vid United States National Herbarium nästan ända fram till sin död.
Auktorsnamnet L.B.Sm. kan användas för Lyman Bradford Smith i samband med ett vetenskapligt namn inom botaniken; se Wikipediaartiklar som länkar till auktorsnamnet.